# منغلي عليا
منغلي عليا (بالفارسية: منگلی علیا) هي قرية تقع في قسم صفي آباد الريفي (مقاطعة إسفراين) في إيران. يقدر عدد سكانها بـ 151 نسمة بحسب إحصاء 2016.